# ケイプロ
ケイプロ・コーポレーション(Kaypro Corporation)は1980年代に存在したアメリカ合衆国のホーム/パーソナルコンピュータ製造企業。電子部品検査器メーカーのノンリニア・システムズ(Non-Linear Systems)社が当時人気のあった オズボーン1 (Osborne 1) に対抗するコンピュータを開発する目的で創設した。Kaypro は可搬型のCP/Mベースのコンピュータを開発してライバルに取って代わり、1980年代初期のパソコン売り上げ首位となった。
しかし、その後のPC/AT互換機への転換には対応できず、1992年には倒産した。

## 歴史
ケイプロの母体となったノンリニア・システムズは1952年創立のデジタル計測器メーカーであり、創業者のアンドルー・ケイはデジタル電圧計の発明者でもある。
1981年、ノンリニア・システムズは Osborne 1 という可搬型コンピュータと対抗できる ケイコンプ(KayComp)というパーソナルコンピュータの設計を開始した。翌1982年に子会社のケイプロ・コーポレーションが設立され、それと同時にコンピュータ名もケイプロ(Kaypro)とした。

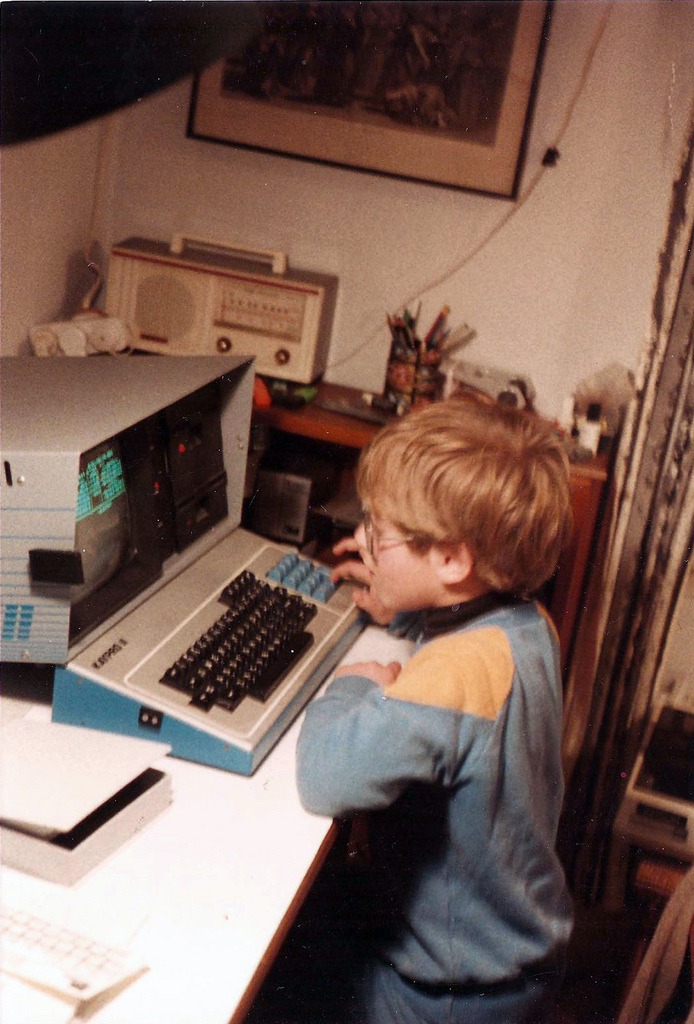
ケイプロII

最初の製品はケイプロII と名づけられた。ローマ数字を付けたのは、当時最も人気のあった Apple II にあやかったものである。ケイプロII は オズボーンのような可搬型として設計された。アルミニウム製のケースで、重量は約13キログラム。ザイログ Z80 マイクロプロセッサを搭載し、64KiBのRAM、5¼インチ倍密度フロッピーディスクドライブを2台内蔵している。デジタルリサーチのオペレーティングシステム CP/M が動作し、当初約1795ドルで販売されたが1983年中頃に価格を1595ドルに下げると、1カ月で1万台以上を売り上げケイプロ社は世界第5位のコンピュータメーカーに躍り出た。
ケイプロII の成功の要因はいくつかある。まず、Osborne よりも画面が大きかった。サードパーティのアプリケーションソフトウェアが同梱されていた（PerfectWriter、PerfectCalc。後にマイクロプロのWordStarとCalcStarに置換）。ディーラー網によるサポートがしっかりしていた。ケイプロII は、ユーザーグループが全米規模で結成されるほど人気となった。ケイプロ社は月刊誌 ProFiles: The Magazine for Kaypro Users を出版。同社製品だけでなく CP/M や MS-DOS についても扱った。寄稿者にはテッド・チャン、ロバート・J・ソウヤーらがいた。
その後80年代中盤にかけて、コンパックなどがこの種のコンピュータへの進出を果たしたものの、ケイプロ社はIBM互換機市場への参入に手間取り、1985年にようやくMS-DOSマシンの互換機を開発したものの苦戦を強いられた。それからの数年間、減少する売り上げをなんとかしようとがんばったが、1990年3月、連邦倒産法第11章の適用を申請することになった。しかし再生はうまくいかず、1992年6月に連邦倒産法第7章による清算対象となった。1995年、残存資産が270万ドルで売却された。
ケイプロの名称は1999年にオンラインPCベンダー名として再利用されたが、売り上げ低迷によって2005年に再度消滅した（親会社は Premio Computers Inc.）。ケイプロ社の創業者であるケイも、同社倒産後に似たような戦略の企業 ケイ・コンピュータ(Kay Computers)を創業しているが、10年未満で再び廃業している。

## 製品

### ハードウェア
特に説明がない限り、可搬型である。
Kaycomp I（1982年）
主にディーラー向けデモンストレーションに使用された機種。ケースはその後の機種とほぼ同じだが、緑色に塗られ、フロッピードライブは Osborne 1 のように中央のディスプレイの両側に配置されていた。
Kaypro II（1982年）
Kayproの最初のコンピュータ Kaypro II の構成は、2.5 MHz Zilog Z80 マイクロプロセッサ、RAM 64KiB、片面191KBの5.25インチフロッピーディスクドライブ2台、80桁9インチグリーンCRTである。なお、初期には主プリント基板が既存のコンピュータのものを許可なくコピーしたものだと訴えられたことがある。外装はアルミニウム製。キーボードは着脱可能で、本体に収納するときはディスプレイとフロッピーディスクドライブに蓋をするような形となる。普通の交流電源を使い、電池は装備していない。1984年には簡易グラフィック機能付きの Kaypro II がリリースされている。著名な愛用者にアーサー・C・クラークが知られており2010年宇宙の旅の原稿はこの機種を使って執筆した旨があとがきに記されている他Kaypro 2000も使用していた。
Kaypro IV（1983年）
両面倍密ドライブ（390kB）を2台搭載し、WordStar を同梱。
Kaypro 10（1983年）
10メガバイトのハードディスクドライブと両面倍密フロッピードライブ1台を搭載。
Kaypro 4（1984年）
Kaypro IV とほぼ同じだが、フロッピードライブは薄型で、クロック周波数は4MHzで、簡単なグラフィックス機能を持つ。また、300ボーのモデムを内蔵。
Kaypro Robie（1984年）
CP/Mマシンとしては唯一可搬型でない機種。Kaypro 4 と同じキーボードを装備したデスクトップ機。2.6MBの高密度フロッピードライブと300ボーモデムを装備。このフロッピードライブはメディアを壊してしまうことで有名だった。あまり売れなかったが、『こちらブルームーン探偵社』でブルース・ウィリス演じるデビッド・アディスンが使うコンピュータとしてしばしば登場している。黒い色と形状から「ダースベイダーの弁当箱」と呼ばれた。
Kaypro 2X（1985年）
Kaypro 4 とほぼ同じだが、プリンター付きで販売された。
Kaypro "New" 2（1985年）
2X の廉価版。同梱されるソフトウェアが少なく、モデムを内蔵していない。
Kaypro 4+88（1985年）
Z80 と Intel 8088 の二つのプロセッサを搭載した機種。MS-DOSとCP/Mの両方が動作する。MS-DOS用にRAMは256KBあり、CP/MではRAMディスクとして利用可能。
Kaypro 16（1985年）
8088プロセッサを搭載しMS-DOSが動作する機種。メモリは256KB。
Kaypro 2000（1985年）
唯一のラップトップ型。バッテリー駆動のMS-DOSマシン。見た目は通常のラップトップ型でフロッピーディスクも3.5インチを使っているが、キーボードを本体から着脱可能。
Kaypro PC（1985年）
PC互換機市場への本格参入を意図した機種。IBM PC-XT 対抗を意図しており、クロック周波数をIBMよりも高くし、ハードディスク容量もIBMより大きくし、ソフトウェアも多数用意した。ただし、XTが1983年にリリースされたことを考えれば、遅すぎると言わざるを得ない。
Kaypro 1（1986年）
最後のCP/M機種。Kaypro 2X のソフトウェアを減らしたバージョン。フロッピーを縦に挿入する点がそれまでの機種と異なる。
Kaypro 286i（1986年）
Intel 80286 12MHz を搭載。
Kaypro 386（1987年）
Intel 80386 20MHz を搭載。

### ソフトウェア
当初の標準オペレーティングシステムはCP/Mであった。最初に同梱されたアプリケーションソフトウェアは Select という無名のワープロソフトだったが、すぐに Perfect Software のオフィススイート（PerfectWriter、PerfectCalc、PerfectFiler、PerfectSpeller）や Kaypro 独自のコンパイラ S-BASIC に置き換えられた。PerfectFiler はいわゆるフラットファイル型データベースである。その後、Microsoft BASICのCP/M版であるMBASICや The Word Plus というスペルチェッカが同梱されるようになった。The Word Plus はクロスワードパズルを解くのにも使えるユーティリティで、ハイフンの挿入、単語をアルファベット順に一覧表示する機能、単語出現頻度の計算などが可能である。また、他社のマシンでフォーマットされたディスクを読める Uniform というユーティリティもある。
同梱ソフトウェアは間もなく有名な WordStar、SuperCalc、Microsoft BASIC、dBaseII などに置換された。
CSVファイルフォーマットを使うと、これらのプログラム間で容易にデータをやり取りできた。
また、ゲームもいくつか同梱されていた。たとえばスタートレック、パックマン風ゲームをASCII化した CatChum、ドンキーコング風ゲームをASCII化した Ladder などがある。
これらの同梱ソフトをすべて個別に購入すると、システムの価格よりもかなり高額になった。MS-DOS版のKayproでも似たようなソフトウェアの同梱が行われた。